# Роган Поланко
Роган Поланко Еміліано (ісп. Rohan Polanco Emiliano; 15 жовтня 1998) — домініканський професійний боксер, призер Панамериканських ігор.

## Аматорська кар'єра
На Панамериканських іграх 2019 переміг Тайрона Томаса (Тринідад і Тобаго) та Габріеля Маестре (Венесуела), а у фіналі програв Роніелю Іглесіасу (Куба).
На чемпіонаті світу 2019 здобув дві перемоги, а у чвертьфіналі програв Абилайхану Жусупову (Казахстан).
На Олімпійських іграх 2020 програв в першому бою Бобо-Усмон Батурову (Узбекистан).

## Професіональна кар'єра
Дебютував на професійному рингу у вересні 2020 року. Здобув п'ятнадцять перемог поспіль.